# Татеваки, Мисао
Мисао Татеваки (яп. 館脇 操 Татэваки Мисао, 1899—1976) — японский ботаник, геоботаник.
Область ботанических интересов: папоротники, семенные растения.
Исследователь флоры Дальнего Востока, в том числе Южного Сахалина и Курильских островов (до Второй мировой войны), Океании, Аляски, Алеутских островов, Тайваня. Директор ботанического сада в Саппоро.
В честь Мисао Татеваки назван один из дальневосточных видов рода Белокопытник из семейства Астровые — Белокопытник Татеваки (Petasites tatewakianus Kitam., 1940).
Другие растения, названные в честь М. Татеваки:
- Betula tatewakiana M.Ohki & Watan. — Берёза Татеваки
- Poa tatewakiana Ohwi — Мятлик Татеваки
- Sasa tatewakiana Makino — Саза Татеваки, или Курильский бамбук Татеваки

## Некоторые работы
- Forest ecology of the islands of the North Pacific Ocean (Экология лесов на островах северной части Тихого океана). — Саппоро: 1958.
- A contribution to the flora of the Aleutian Islands. — 1934. (В соавторстве).
- Vascular Plants of the Northen Kuriles (Сосудистые растения Северных Курил). — Токио: 1934.
- The Phytogeography of the Middle Kuriles. — Хоккайдо: 1934.

Каталожная карточка Полный текст (pdf, 6мБ) (англ.)